# Obereopsis nigriceps
Obereopsis nigriceps är en skalbaggsart. Obereopsis nigriceps ingår i släktet Obereopsis och familjen långhorningar.

## Underarter
Arten delas in i följande underarter:
- O. n. nigroabdominalis
- O. n. nigriceps